# カルカ河畔の戦い
 カルカ河畔の戦い（カルカかはんのたたかい）は、1223年にジェベ、スブタイ両将軍率いるモンゴル軍とポロヴェツ・ルーシ連合軍との間で行われた戦い。連合軍は数で上回っていたにもかかわらずモンゴル軍に惨敗した。

## 経過
1206年にモンゴル高原を統一したチンギス・カンは周辺の西夏や金といった国への侵略を始め、1219年には中央アジア遠征を開始した。当時中央アジアを支配していたホラズム・シャー朝は整然と侵入してきたモンゴル軍に敗北を重ね、国王アラーウッディーン・ムハンマドはアム河を越え西へと逃走した。チンギス・カンはこれに対し、いわゆる「四狗」（ドルベン・ノガイ）のうちの二人、ジェベとスブタイにムハンマドの追討を命じた。
命令を受けたジェベ・スブタイ両将軍は二つのテュメン（万人隊）を率いて西進を始め、1221年にはグルジアまで進んだ。肝心のムハンマドは1220年にカスピ海中の島ですでに客死していたが、両将軍はさらに進撃を続けカフカース北麓の遊牧民レズギ人、アラン人、チェルケス人（アディゲ人, カバルド人）などを破りキプチャク草原に入った。この事態にキプチャク草原の遊牧民ポロヴェツ族は北西方面に避難を始め、ルーシに援助を求めた。ポロヴェツ族の長コチャン・カンの娘を妻にしていたガーリチ公ムスチスラフが説得に応じポロヴェツ・ルーシ連合軍を組織した。
連合軍は東へ進み、アゾフ海の北岸、カルカ川（現在のカリチク川、ないしは、カルミウス川のいずれかの支流）の河畔でモンゴル軍を迎え撃った。モンゴル軍は事前にポロヴェツ族の一部や「放浪民（プロドニキ）」と総称される特定の領主を持たないルーシ人を味方に引き入れていたものの、数量ではまだまだ劣っていた。しかし、もともと急造の連合軍である上、大軍である驕りもあってポロヴェツ・ルーシ連合軍は偽って退却を始めたモンゴル軍に対し安易に攻撃をしかけ、戦線が延びきったところで逆にモンゴル軍に包囲され大敗を喫した。モンゴル軍は敗走する連合軍を追ってなおも進んだが、1223年のヴォルガ・ブルガール侵攻に失敗した後、チンギス・カンの率いる本隊がモンゴル高原への帰還を始めたのに合わせてキプチャク草原を去った。

## 影響
指揮官であるジェベ、スブタイの内ジェベはモンゴル高原に帰還する途中病没するものの、スブタイは1236年に始まる「バトゥの西征」(モンゴル帝国の東欧侵攻とも呼ぶ)で副将格として再びキプチャク草原に戻り、本格的にルーシに対する征服に取り掛かることになる。